# Hermann Stammler
Hermann Ferdinand Berthold Stammler (* 10. Juli 1869 in Gießen; † 26. März 1945 in Lich) war Kreisdirektor in den Kreisen  Alsfeld und Heppenheim im Großherzogtum Hessen und im Volksstaat Hessen.

## Familie
Seine Eltern waren der Oberamtsrichter Georg Wilhelm Stammler (1828–1901) und dessen Frau Elise, geborene Bücking. Hermann Stammler heiratete 1898 Minna Juncker (1873–1954), Tochter des Baumeisters Karl Juncker.

## Karriere
Hermann Stammler studierte Rechtswissenschaft an der Universität Gießen und ab 1888 an der Universität Leipzig. Das Studium schloss er mit einer Promotion ab. 1892 war er Akzessist, 1896 wurde er Regierungsassessor. Ab 1897 arbeitete er als Zweiter Beamter der Invalidenversicherungsanstalt des Großherzogtums Hessen und wurde 1898 Amtmann. 1903 wechselte er als Sekretär zum Ministerium des Innern. 1906 ging er als Kreisamtmann zum Kreis Dieburg und erhielt 1907 die Beförderung zum Regierungsrat. 1912 kehrte er als „Vortragender Rat“ ins Innenministerium zurück und wurde Oberregierungsrat. Noch im gleichen Jahr, 1912, wurde er Richter am Verwaltungsgerichtshof Darmstadt. 1917 wurde er kommissarisch, 1919 dann endgültig Direktor des Kreises Alsfeld. Ende 1932 wechselte er in gleicher Funktion zum Kreisamt Heppenheim, wo er aber nur wenige Monate blieb. Schon im März 1933 amtierte er wieder als Kreisdirektor in Alsfeld. 1934 wurde er in den Ruhestand versetzt.

## Ehrungen
1917 Ritterkreuz I. Klasse des Verdienstordens Philipps des Großmütigen